# Vladislav Šír
Vladislav Šír (24. března 1830 Jičín – 24. dubna 1889 Praha) byl český lékař, ornitolog, spisovatel a komunální politik. Po studiích působil jako lékař v Jičíně a organizoval tam vlastenecké spolky. Od roku 1875 žil v Praze. Byl autorem řady vědeckých článků i samostatných publikací s lékařskou, přírodovědeckou a chovatelskou tematikou. Jeho hlavní dílo, Ptactvo české, vyšlo posmrtně.

## Život
Narodil se 24. března 1830 v Jičíně, jeho otcem byl známý středoškolský profesor a spisovatel František Šír. V mládí na něj měl vliv libuňský kněz Antonín Marek; seznámil se rovněž s dalšími osobnostmi tehdejšího veřejného života, které během prázdnin zajížděly do Jičína.

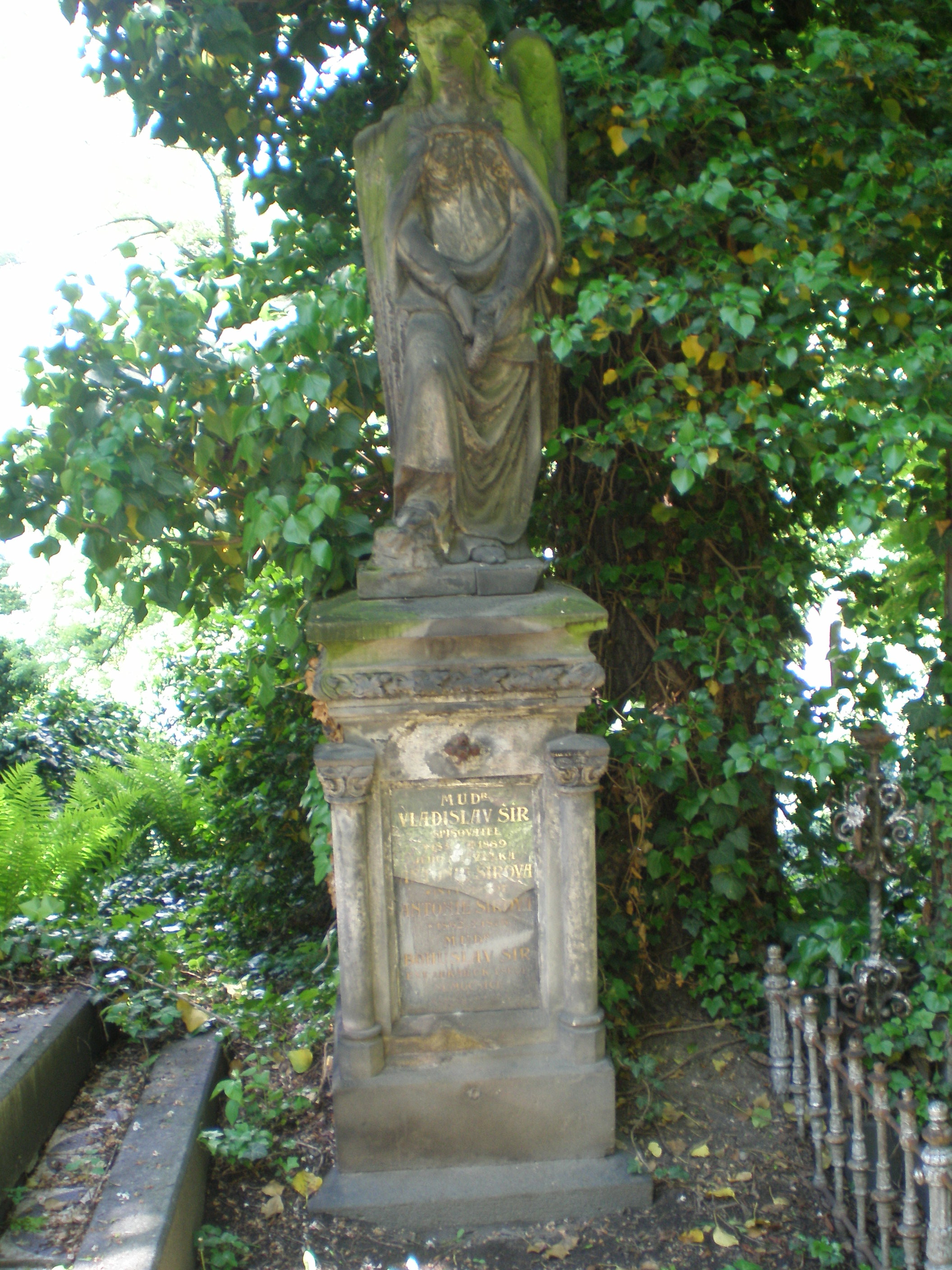
Hrob Vladislava Šíra na Olšanských hřbitovech v Praze

Vystudoval jičínské gymnázium a roku 1847 vstoupil na pražskou univerzitu, kde mu pomáhal Josef Jungmann. Během revoluce 1848 byl členem studentské legie a spolku Slavie. O dva roky později pomáhal ve všeobecné nemocnici během tyfové epidemie.
Roku 1856 získal titul doktora lékařství, následujícího roku se stal magistrem porodnictví a o rok později doktorem chirurgie. Vrátil se do Jičína, kde zastával místo ranhojiče u krajského soudu a zprvu bezplatně, později za malý honorář pracoval v nemocnici. Pomáhal také doktoru Šlechtovi v lázních Sedmihorky. Po bitvě u Jičína (v prusko-rakouské válce 1866) obětavě ošetřoval raněné; sám se přitom nakazil a tak vážně onemocněl, že byl v ohrožení života.
V Jičíně byl rovněž veřejně činný. Založil tam sokolskou jednotu, ochotnické divadlo a městskou spořitelnu a postavil se do jejich čela. Byl rovněž zvolen do obecního zastupitelstva a řadě spolků věnoval knihy.
Jičínské podnebí nesvědčilo zdraví jeho dětí. Šír se proto s rodinou roku 1875 přestěhoval do Prahy. Roku 1877 byl zvolen do sboru obecních starších a o tři roky později do městské rady. Zabýval se tam hlavně zdravotními otázkami.
Ve volném čase se věnoval přírodovědným studiím, zejména ornitologii. Shromáždil velkou sbírku vycpaných ptáků, ale také hmyzu, lastur, bylin, nerostů, zbraní a starožitností. Výsledky svého zkoumání uveřejňoval v odborných a populárních časopisech a knihách.
Závěr života pro něj byl krušný. Zemřeli mu čtyři synové a dostal se do finanční tísně, která ho donutila prodat většinu majetku včetně sbírek a přijmout místo nižšího úředníka. Trpěl rovněž chronickou nemocí. Zemřel 24. dubna 1889 na onemocnění ledvin, přežila ho manželka a jeden syn. Pohřben byl na Olšanech.
Současníci ho oceňovali jako obětavého charakterního vlastence se zásluhami o rozvoj odborné literatury. Obdivovali také jeho houževnatost a vytrvalost, s níž bojoval s nepřízní osudu. Jan Neruda v jeho nekrologu zmínil rčení: „Otec buditelem, syn budovatelem.“

## Dílo
Šír přispíval řadou lékařských a přírodovědeckých článků do časopisů (Časopis českých lékařů, Hospodářské noviny, Krakonoš, Budečská zahrada, almanach Kytice). Roku 1880 uveřejnil v časopise Odborná pathologie a therapie článek Cizopasníci těla lidského. Psal rovněž beletrii pro kalendáře a časopisy (Slavie, Zábavné listy apod.)
Knižně vyšly:
- Ptactvo užitečné, posud však pronásledované (1874)
- Motýlové a brouci škodliví lesu, louce, poli, sadu, rybníku, zahradě a domácnosti (1875–6)
- Tělo- a zdravověda pro vyšší třídy škol středních (1876)
- Škodlivé ptactvo (1878)
- Holubářství (1886), příručka pro chovatele holubů
- Králikářství (1887), příručka pro chovatele králíků
- Herbář (1889)
- Ptactvo české (1890), nejrozsáhlejší práce, vyšla posmrtně se státní subvencí[1]